# Maida Vale (metropolitana di Londra)
La stazione di Maida Vale è una stazione della linea Bakerloo della metropolitana di Londra.

## Storia
La stazione venne aperta il 6 giugno 1915 sulla estensione della linea Baker Street and Waterloo Railway da Paddington a Queen's Park, cinque mesi dopo l'apertura dell'estensione. All'epoca, fu la prima stazione ad essere gestitata interamente da personale femminile. Le donne continuarono a lavorare presso la stazione di Maida Vale fino al 1919, quando vennero sostituite da militari di ritorno dalla guerra. Lo scoppio della seconda guerra mondiale, rese nuovamente disponibili posti di lavoro alle donne.
Il 6 giugno 2015, la stazione ha celebrato il suo 100 ° anniversario, come parte dei 100 anni delle donne nei trasporti.

## Strutture e impianti
La stazione è ubicata all'incrocio di Randolph Avenue e Elgin Avenue ed è costituita da un edificio di superficie progettato da Stanley Heaps. Usò un design standardizzato che appare in molti edifici delle stazioni sotto il controllo della UERL mentre quella di Maida Vale è stata realizzata nello stile delle precedenti stazioni Leslie Green, ma senza il piano superiore, non più necessario per contenere gli ingranaggi dell'ascensore. Fu una delle prime stazioni della metropolitana costruita appositamente per installare le scale mobili al posto degli ascensori.
La stazione rientra nella Travelcard Zone 2.

## Interscambi
Nelle vicinanze della stazione effettuano fermata alcune linee urbane automobilistiche, gestite da London Buses.
- Fermata autobus

## Galleria d'immagini

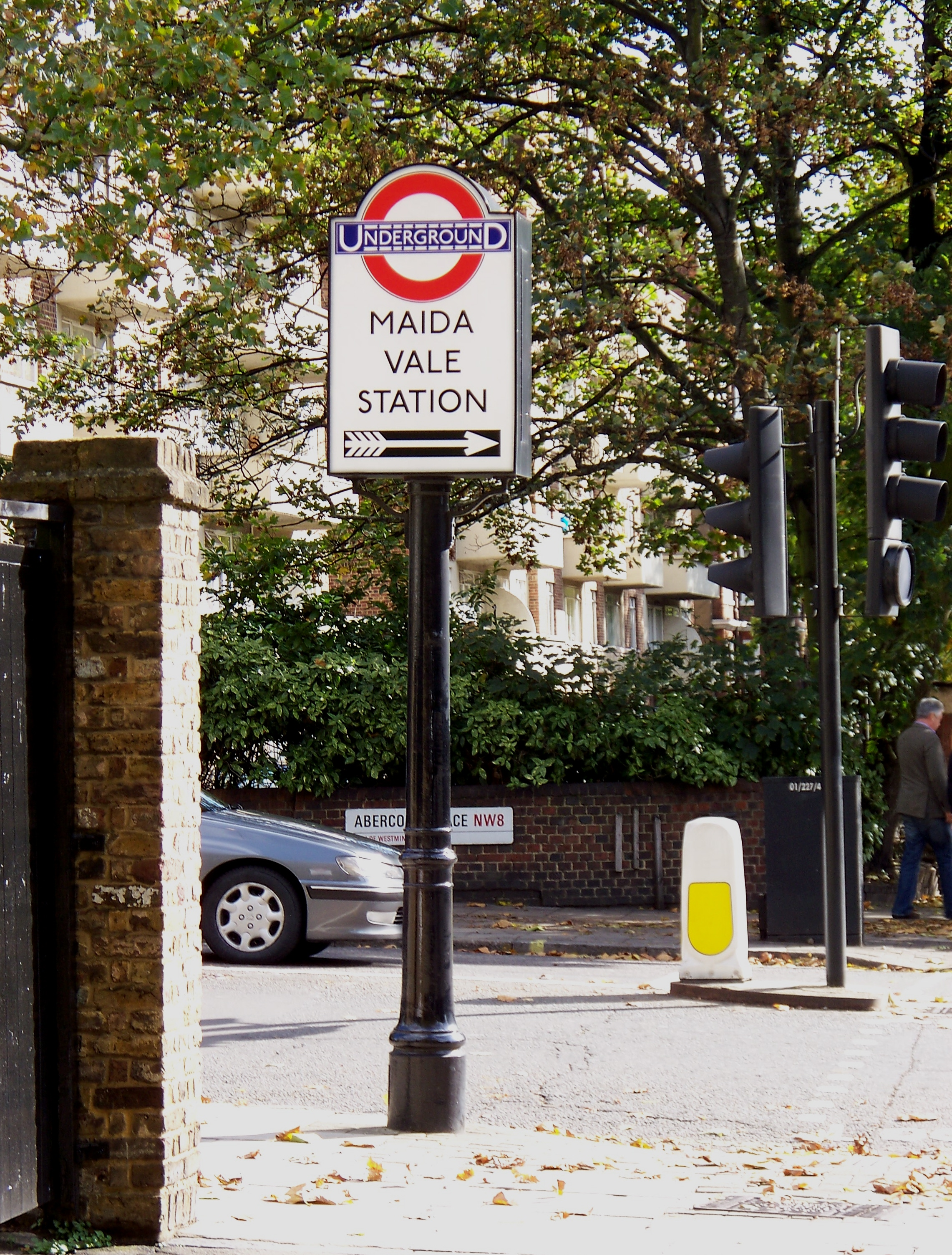
Insegna sulla strada principale
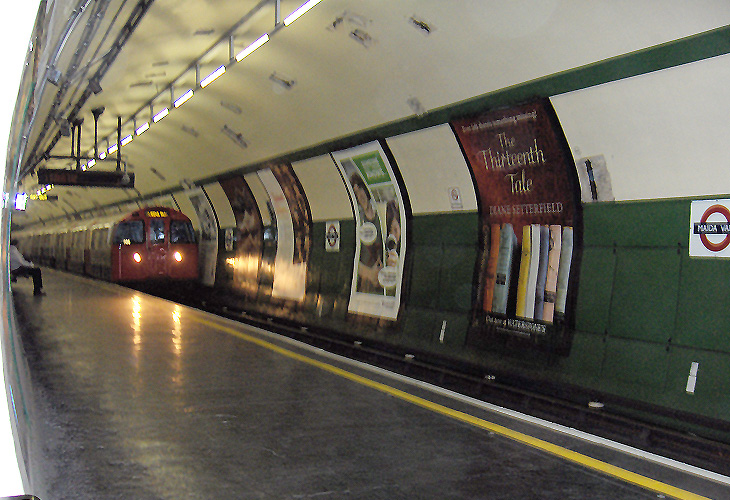
Vista della piattaforma nord
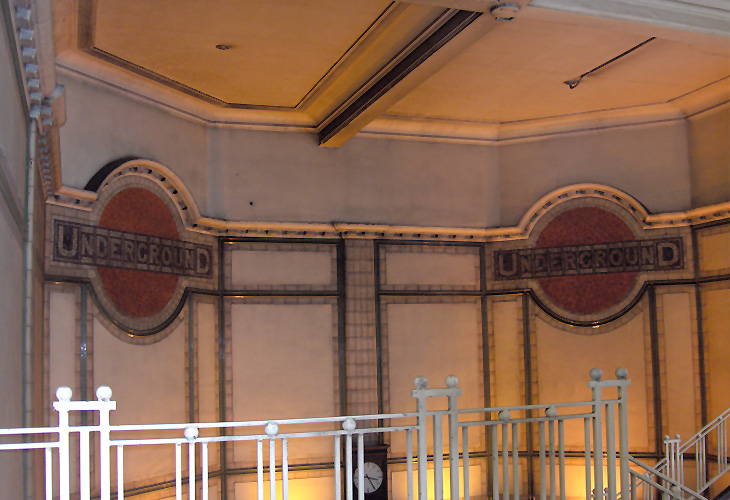
Mosaici sull'ingresso